# San Andrés Solaga
San Andrés Solaga es una comunidad en el Municipio de San Andrés Solaga en el estado de Oaxaca. San Andrés Solaga está a 1521 metros de altitud. 

## Toponimia
Su nombre tiene origen en la lengua zapoteca, específicamente en la variante denominada Dilla Xhon. Solaga proviene de dos vocablos, Zoo que tiene como significado "regado" y laga, que significa "hoja", de ahí se desprende el significado con el que lo conocen popularmente: Lugar de hojas regadas.

## Geografía
Está ubicada a 17° 9' 41.4" latitud norte y 96° 8' 25.8" longitud oeste.

## Población
Según el censo de población de INEGI del 2010: la comunidad cuenta con una población total de 657 habitantes, de los cuales 349 son mujeres y 308 son hombres. Del total de la población 561 personas hablan alguna lengua indígena.

## Ocupación
El total de la población económicamente activa es de 231 habitantes, de los cuales 164 son hombres y 67 son mujeres.